# Sands of Time (EP)
Sands of Time - debiutanckie wydawnictwo australijskiego power metalowego zespołu Black Majesty. Jest to trzy utworowe EP zawierające szybki, melodyjny metal z elementami muzyki progresywnej. Album ten zapewnił zespołowi kontrakt z niemiecką wytwórnią muzyczną Limb Music Production.

## Lista utworów
1. Fall Of The Reich (05:16)
2. Guardian (06:57)
3. Beyond Reality (08:19)

## Twórcy
- John Cavaliere - śpiew
- Hanny Mohamed - gitara
- Stevie Janevski - gitara
- Pavel Konvalinka - perkusja

## Informacje o albumie
- nagrany: Palmstudios (Melbourne)
- produkcja: Endel Rivers
- miksy, inżynieria i mastering: Endel Rivers